# Lygodactylus fischeri
Lygodactylus fischeri este o specie de șopârle din genul Lygodactylus, familia Gekkonidae, descrisă de Boulenger 1890. Conform Catalogue of Life specia Lygodactylus fischeri nu are subspecii cunoscute.